# Кевин Кийгън
Джоузеф Кевин Кийгън (на английски: Kevin Keegan) е английски футболист. Играч и треньор на националния отбор на Англия. Носител на Купата на УЕФА (1973) и Купата на европейските шампиони (КЕШ) (1977) с Ливърпул. През 1976 година е избран за футболист на годината в Англия. Двукратен носител на Златната топка за 1978 и 1979 г.

## Биография
Роден е на 14 февруари 1951 г. в Армторп, Йоркшър, Обединено кралство.
Кийгън започва кариерата си във ФК Скънторп, за които играе в 120 срещи. През 1971 г. преминава в Ливърпул за 35 000 английски лири. Вкарва гол още в първата си среща на Анфийлд. Той бързо си изгражда репутация на смел и бърз голмайстор, който обича да се врязва в защитата на скорост. През 1972 г. прави дебюта си за Англия в мач срещу Уелс.
През 1973 г. Кевин Кийгън печели първата си шампионска титла на Англия, като взима и Купата на УЕФА. Той достига нови успехи в следващите години с Ливърпул, а през 1977 г. той вдига и КЕШ. Този финал за Купата на шампионите е и последна среща за Кийгън в Ливърпул след 323 мача и 100 гола. Той преминава в Хамбургер за 500 000 лири. С германския отбор той на два пъти завоюва става Златната топка за най-добър футболист в Европа за 1978 и 1979 г., с което повтаря успеха на Йохан Кройф за спечелване на приза две поредни години. През 1980 г. с Хамбургер достига до финал за КЕШ, но губи от Нотингам, който защитава титлата си в средата на 6-годишния период на абсолютна доминация на английските отбори. След това играе по 2 години в ФК Саутхамптън и Нюкасъл Юнайтед. С националния отбор на Англия Кийгън играе на Европейското първенство през 1980 г. и на Световното първенство през 1982 г. Общо Кевин Кийгън изиграва 63 срещи за страната си и вкарва 31 гола.
Като треньор Кийгън води Нюкасъл от 1992 г. до 1997 г. Там той поставя световен рекорд като привлича Алън Шиърър за 15 милиона лири. Кийгън е начело на Фулъм през 1998 и 1999 г. След това той поема английския национален отбор, който под негово ръководство достига до финалите на Европейския шампионат през 2000 г. Същата година той преминава в Манчестър Сити и напуска отбора през 2005 г.

## В музиката
В края на 70-те години Кийгън за кратко се изявява като певец. През 1979 г. записва песента „Head Over Heels in Love“, композирана от Крис Норман, издаден като сингъл, заедно с „Move on down“ от другата страна. Записът добива популярност в Германия, където Кийгън играе по това време. През 1980 г. издава втори сингъл, озаглавен „England“, но той няма особен успех.

## Бъдеще
Въпреки че обявява края на кариерата си във футбола, когато напуска Манчестър сити след сезон 2004/05, името на 54-годишния Кигън се свързва с треньорската длъжност във ФК Хартс в шотландското първенство. От януари 2008 г. е отново треньор на Нюкасъл.

## Интересни факти
- Има две дъщери
- Получава благородническа титла през 1982 г.
- Говори добре немски и испански език

## Комични цитати
- Говорейки за Емил Хески: „Той използва своята сила и именно там е силата му, в неговата сила.“.[2]
- „Дойдох в Нант преди две години и днес нещата не са се промени много, като изключим, че всичко е различно.“.[3]